# Wabane
Wabane est une commune du Cameroun située dans la région du Sud-Ouest et le département du Lebialem.

## Géographie
La commune s'étend au nord du département de Lebialem sur un espace montagneux aux confins des trois régions du Sud-Ouest, du Nord-Ouest et de l'Ouest Cameroun.
| Batibo | Santa                       | Santa    |
| Tinto  | Wabane                      | Babadjou |
| Tinto  | Alou, Nkong-Ni, Fongo-Tongo | Batcham  |

## Population
Lors du recensement de 2005, la commune comptait 38 175 habitants, dont 5 096 pour Wabane Ville.

## Structure administrative de la commune
Outre Wabane proprement dit, la commune comprend les villages suivants  :
- Bamumbu
- Bangang
- Banti
- Bechati
- Besali
- Egumbo ou Igumba
- Folepi
- Fomenji
- Nkong